# Hamdan Ballal
Hamdan Ballal Al-Huraini (Susiya, 1989) is een Palestijnse filmmaker, fotograaf, landbouwer en mensenrechtenactivist.
Ballal kreeg aandacht voor zijn werk als co-regisseur van de documentaire No Other Land, samen met Basel Adra, Yuval Abraham en Rachel Szor. De film werd opgenomen tussen 2019 en 2023, en documenteert de ervaringen van Palestijnse gemeenschappen in Masafer Yatta tijdens de pogingen van de Israëlische autoriteiten en kolonisten om de bevolking te verdrijven. De film ging in première op het 74e Internationaal filmfestival van Berlijn in 2024 en won in 2025 de Oscar voor beste documentaire.
Als mensenrechtenactivist nam hij deel aan het project "Humans of Masafer Yatta" en was hij vrijwilliger bij B'Tselem, waar hij mensenrechtenschendingen documenteerde die verband hielden met de Israëlische bezetting van de Westelijke Jordaanoever. 
Op 24 maart 2025 werd Ballal in zijn huis op de Westelijke Jordaanoever door kolonisten mishandeld en vervolgens door de Israel Defense Forces (IDF) gevangengenomen. De volgende dag werd hij weer vrijgelaten.

## Levensloop
Ballal werd geboren in Susiya in 1989, een Palestijns dorp op het platteland in de heuvels van Zuid-Hebron op de Westelijke Jordaanoever. Hij heeft een zoon.

### Carrière
Ballal heeft gewerkt als boer, fotograaf, activist en onderzoeker. Naast zijn filmbezigheden is hij lid van het initiatief "Humans of Masafer Yatta", dat persoonlijke verhalen uit de regio belicht. Hij doet ook vrijwilligerswerk als veldonderzoeker voor mensenrechtenorganisaties, waaronder B'Tselem, waarbij hij incidenten documenteert die verband houden met de Israëlische bezetting.
Ballal was samen met Basel Adra, Yuval Abraham en Rachel Szor co-regisseur van de documentaire No Other Land uit 2024, over Israëlische nederzettingen en geweld op de Westelijke Jordaanoever. De film werd door critici geprezen en won de Oscar voor beste documentaire op de 97e Oscaruitreiking en de Panorama Audience Award voor beste documentaire en de Berlinale Documentary Film Award op het 74e Internationale filmfestival van Berlijn. No Other Land is Ballals eerste film, waaraan hij en de andere regisseurs gedurende een periode van vijf jaar hebben gewerkt.

### Aanval
Op 24 maart 2025 werd Ballal geslagen door Israëlische kolonisten die zijn huis in het Palestijnse dorp Susiya op de Westelijke Jordaanoever aanvielen. Ballal en andere activisten van het Center for Jewish Nonviolence werden tijdens een Iftarmaaltijd aangevallen door tien tot twintig gemaskerde kolonisten, gewapend met stokken en stenen. Ook werden acht andere Palestijnen verwond. Basel Adra, een van Ballals co-regisseurs van No Other Land, was getuige van de nasleep van de aanval en zei dat sommige van de aanvallende kolonisten geweren bij zich droegen en "Israëlische uniformen" droegen.
De aanvallers sloegen de ramen kapot en doorstaken de banden van de voertuigen van Ballal en andere activisten. Ballals hoofd bloedde na de aanval en hij werd naar een ambulance gebracht voor behandeling. IDF-soldaten onderbraken zijn behandeling door hem uit de ambulance te trekken, hem een blinddoek om te doen en hem in hechtenis te nemen. 
Op de dag van de aanval schreef Yuval Abraham, een van Ballals Israëlische co-regisseurs, op X, dat er "geen teken van [Ballal] was geweest" sinds de aanval en Ballals arrestatie door de IDF. Ook deelde hij beelden op X van gemaskerde mannen die stenen naar een auto gooiden. Een derde co-regisseur, Basel Adra, die er getuige van was dat Ballal werd meegenomen door militairen, postte op X:"Dit is hoe ze Masafer Yatta van de kaart vegen". Hij zei dat sinds ze terugkwamen van de Oscar-uitreiking er elke dag een aanval op hen is.
Basel Adra kreeg al eerder in februari 2025 slagen van Israëlische kolonisten. 
Het Israëlische leger heeft een verklaring uitgegeven over de arrestaties, waarin wordt beweerd dat "terroristen stenen naar de veiligheidstroepen gooiden". Daarom hebben ze "drie Palestijnen gearresteerd die ervan verdacht werden stenen naar hen te hebben gegooid, en ook een Israëlische burger die betrokken was bij de gewelddadige confrontatie."
Na een koude nacht, geblinddoekt, en gedwongen onder een airconditioner te liggen op de kale vloer van een militaire basis, werd Ballal weer vrijgelaten. Hij had blauwe plekken op zijn gezicht en bloed op zijn kleren, meldde persbureau AP.

## Prijzen
| Jaar | Prijs                                   | Categorie                   | Werk          | Resultaat   | Opmerkingen                                          |
| ---- | --------------------------------------- | --------------------------- | ------------- | ----------- | ---------------------------------------------------- |
| 2024 | International Documentary Association   | Beste regisseur             | No Other Land | Gewonnen    | Gedeeld met Basel Adra, Rachel Szor en Yuval Abraham |
| 2024 | Internationaal filmfestival van Berlijn | Panorama publieksprijs      | No Other Land | Gewonnen    | Gedeeld met Basel Adra, Rachel Szor en Yuval Abraham |
| 2024 | Internationaal filmfestival van Berlijn | Berlinale Documentaireprijs | No Other Land | Gewonnen    | Gedeeld met Basel Adra, Rachel Szor en Yuval Abraham |
| 2025 | Academy Awards (Oscars)                 | Beste documentaire          | No Other Land | Gewonnen    | Gedeeld met Basel Adra, Rachel Szor en Yuval Abraham |
| 2025 | British Academy Film Awards             | Beste documentaire          | No Other Land | Genomineerd | Gedeeld met Basel Adra, Rachel Szor en Yuval Abraham |